# Marco Gumabao
Marco Gumabao [guˈmɐbaʊ] est un acteur, mannequin et entrepreneur philippin, né le 14 août 1994 à Makati (Grand Manille).

## Biographie

### Jeunesse et formations
Marco Imperial Gumabao naît le 14 août 1994 à Makati, dans le Grand Manille. Il est le quatrième des cinq enfants de l’acteur Dennis Roldan et de la formatrice d’It girl Loli Imperial-Gumabao. Très jeune, il participe à la Muay-thaï.
Il assiste aux cours à l’université de La Salle et à l’université Ateneo de Manila à Manille avec une majeure en psychologie.

### Carrière
En 2012, Marco Gumabao apparaît pour la première fois à la télévision dans la série télévisée Toda Max, avant d’être populaire grâce à la série Luv U dans la même année.
En 2014, il tient le rôle secondaire dans le film She's Dating the Gangster de Cathy Garcia-Molina, ainsi qu’en 2015, Just the Way You Are (The Bet) de Theodore Boborol et, en 2016, Love Me Tomorrow de Gino M. Santos.
En août 2018, avec Xian Lim et AJ Muhlac, il commence le tournage pour le drame romantique Ulan (2019) d'Irene Villamor.
En novembre 2022, il est choisi pour incarner le jeune Ferdinand Marcos, futur président des Philippines, dans le film Martyr or Murderer (2023) de Darryl Yap.

### Vie privée
Début 2023, Marco Gumabao est en couple avec l'actrice philippine Cristine Reyes (en),.

## Filmographie

### Films
- 2014 : She's Dating the Gangster de Cathy Garcia-Molina : Stephen, jeune
- 2015 : Just the Way You Are (The Bet) de Theodore Boborol : Skye
- 2016 : Love Me Tomorrow de Gino M. Santos : Carlos
- 2018 : Abay Babes de Don Cuaresma : Rocky
- 2018 : Para sa Broken Hearted de Digo Ricio : RJ
- 2018 : Aurora d’Yam Laranas : Ricky
- 2019 : Apple of My Eye de James Robin Mayo : Michael
- 2019 : Ulan d’Irene Villamor : Andrew
- 2019 : Just a Stranger de Jason Paul Laxamana : Jericho
- 2019 : Unforgettable de Perci M. Intalan et Jun Lana
- 2020 : Hindi tayo pwede de Joel Lamangan : Dennis
- 2021 : Revirginized de Darryl Yap : Pawi
- 2023 : Martyr or Murderer de Darryl Yap : Ferdinand Marcos, jeune

### Séries télévisées
- 2012 : Toda Max : Marco (saison 1, épisode 50 : Grand Opening of Tol and Justin's Restaurant)
- 2012-2016 : Luv U : JB Arellano (95 épisodes)
- 2013 : Kailangan Ko'y Ikaw : Ian Velasquez
- 2013 : Wansapanataym : Arnel (5 épisodes)
- 2014-2015 : Forevermore : JC
- 2015-2016 : Ningning : Pido Cruz
- 2016 : Tubig at Langis : Christopher « Tope » Nieves-Magdangal
- 2016 : Magpahanggang Wakas : Zachary « Zach » Flores (3 épisodes)
- 2017-2018 : Pusong Ligaw : Nathan Ruiz
- 2017-2018 : Hanggang Saan : Archie
- 2018 : Ang Probinsyano : Jose Rafael « Joel » T. Olegario
- 2018 : Precious Hearts Romances Presents: Los Bastardos : Matteo Silverio
- 2021 : Parang Kayo Pero Hindi : Robi